# Kukurydza cukrowa
Kukurydza cukrowa (Zea mays L. subsp. mays Grupa Saccharata) – grupa odmian uprawnych kukurydzy zwyczajnej należąca do rodziny wiechlinowatych (Poaceae).

## Zastosowanie
- Roślina uprawna – spożywana jako warzywo. Bardzo popularna w Ameryce, rozpowszechniła się również w Europie. W Polsce była znana już w końcu XVIII w.
- Sztuka kulinarna – Kukurydza cukrowa nadaje się do spożywania na świeżo, do konserwowania, zamrażania w kolbach i w ziarnach. Najlepsze kolby jasnokremowe lub jasnożółte, o zbitych, ciasno przylegających ziarnach. Przy naciskaniu ich powinno się wyczuwać, że są miękkie. Kolby ciemnozłote nie nadają się na jarzynę. Są przejrzałe, twarde i mączyste.
- Wartość odżywcza – Kukurydza cukrowa zawiera więcej cukrów niż odmiany zbożowe i pastewne kukurydzy zwyczajnej. Kolby ścina się na warzywo w okresie dojrzałości mlecznej, tzn. zanim cukry przemienia się w skrobię, a ziarna stwardnieją. Ziarno kukurydzy cukrowej ma wysokie wartości odżywcze, 100 g dostarcza 360 kilokalorii. W fazie dojrzałości mlecznej zawiera ono ok. 3% białka, 0,5% tłuszczu, 5% cukrów, 3 – 4% skrobi oraz pewną ilość witamin A, B1, B2 i C.

## Uprawa
- Warunki uprawy – Kukurydza cukrowa lubi ciepło. Kiełkuje i rośnie w temperaturze powyżej 10 °C i jest wrażliwa na przymrozki. Dobrze udaje się w latach ciepłych, słonecznych i suchych. Pod jej uprawę przeznacza się gleby żyzne, zasobne w wapń. Powinno się ją wysiewać w miejscach ciepłych, nasłonecznionych, zasłoniętych od wiatru. Nie lubi ziemi zbyt mokrej i zimnej.
- Zbiór –  W sierpniu i we wrześniu, ścinając kolby stopniowo w miarę dojrzewania, gdy nasiona są już wykształcone, ale jeszcze miękkie i soczyste. Mają wówczas najwięcej cukru. Dojrzewając, ziarna twardnieją i stają się mączyste. Kolby nadające się do konsumpcji powinny mieć gładkie, zwarte ziarno, które pod naciskiem wydziela gęstą, mleczną ciecz, oraz brązowe wąsy, czyli znamiona słupków.

## Odmiany uprawne
Najpopularniejsze odmiany kukurydzy cukrowej uprawianej w Polsce to:
- 'Złota Karłowa' – odmiana bardzo wczesna, której kolby gotowe są do zbioru już w pierwszej połowie sierpnia. Rośliny tej odmiany silnie rozkrzewione wyrastają do wysokości 70 – 90 cm. Kolby ich są małe, długości około 10 cm, wrzecionowate. Plon raczej niski. Ziarno jest smaczne i delikatne.
- 'Golden Bantam' – odmiana średnio późna. Zbiór przypada na wrzesień. Rośliny wyrastają do 140 cm i wyżej, kolby są większe – dochodzą do 17 cm, walcowate. Ziarno jest delikatne, miękkie, słodkie.
- 'Martek F1' – odmiana średnio wczesna, wyrastając do 140 – 160 cm. Nadaje się do zbioru w końcu sierpnia. Bardzo plenna, kolby ma duże, a ziarno smaczne.
- 'Aztek F1' – odmiana późna. Zbiór przypada w sierpniu lub we wrześniu. Rośliny bardzo wysokie dochodzą do 180 cm. Wyrastają na nich przeważnie pojedyncze, duże kolby. Odmiana ta wymaga dobrej, żyznej gleby.
- 'Puławska ryżowa' – odmiana średnio wczesna, niezbyt wysoka. Kaczany ma małe, cienkie, nie dłuższe niż 12 cm. Ziarno tej odmiany jest białe z połyskiem, ostro zakończone, podłużne w kształcie. Spożywa się je w stanie suchym, gdyż jest to odmiana pękająca, nadająca się do przyrządzania popkornu.